# Avatar

Thần Hindu Vishnu (giữa) được bao quanh bởimười đại diện chính của ông, cụ thể là Matsya; Kurma; Varaha; Narasimha; Vamana; Parashurama; Rama; Krishna; Buddha, và Kalki

Avatar (tiếng Phạn: अवतार, avatāra; phát âm tiếng Phạn: [ɐʋɐtaːrɐ], tiếng Việt: hóa thân, hiện thân, thế thân) là một khái niệm trong đạo Hindu. Biểu thị sự xuất hiện vật chất hoặc hóa thân của một vị thần, nữ thần hoặc linh hồn mạnh mẽ trên Trái đất. Động từ tương đối với "bước xuống, để tạo nên vẻ ngoài của một con người" đôi khi được sử dụng để chỉ bất kỳ guru hoặc con người được tôn kính nào.
Từ avatar không xuất hiện trong tài liệu Vệ đà; tuy nhiên, nó xuất hiện dưới dạng phát triển trong văn học hậu Vệ đà, và như một danh từ đặc biệt trong văn học Puranic sau thế kỷ thứ 6 CN. Mặc dù vậy, khái niệm avatar tương thích với nội dung của văn học Vệ Đà như Upanishad vì nó là hình ảnh biểu tượng của khái niệm Saguna Brahman trong triết học Ấn Độ giáo. Rigveda mô tả Indra được ban tặng một sức mạnh bí ẩn có thể giả dạng bất kỳ hình thức nào theo ý muốn. Bhagavad Gita giải thích học thuyết của Avatara nhưng với các thuật ngữ khác ngoài avatar.
Về mặt thần học, thuật ngữ này thường gắn liền với Vishnu, một vị thần của Ấn Độ giáo, mặc dù nó cũng có liên hệ với các vị thần khác. Thần Vishnu đã xuất hiện trong kinh điển Ấn Độ giáo dưới rất nhiều hình thái/hiện thân khác nhau, bao gồm điển hình là mười hiện thân Dashavatara của Garuda Purana và hai mươi hai hiện thân trong Bhagavata Purana, sau đó là vô số các hóa thân khác của Vishnu. Hiên thân của Vishnu rất quan trọng trong thần học Vaishnavism. Trong truyền thống Shakuality dựa trên nữ thần của Ấn Độ giáo, các hình đại diện của Devi thường được tìm thấy với các hình dáng khác nhau như Tripura Sundari, Durga và Kali. Trong khi hiện thân của các vị thần khác như Ganesha và Shiva cũng được đề cập trong các văn bản Ấn Độ giáo thời Trung cổ, điều này là nhỏ và thỉnh thoảng. Học thuyết hóa thân là một trong những điểm khác biệt quan trọng giữa truyền thống Vaishnavism và Shaivism của Ấn Độ giáo..
Các khái niệm hóa thân ở một số khía cạnh tương tự như hiện thân cũng được tìm thấy trong Phật giáo, Kitô giáo, và những tín ngưỡng khác.
Kinh sách của đạo Sikh bao gồm tên của nhiều vị thần và nữ thần Ấn Độ giáo, nhưng nó bác bỏ học thuyết về hiện thân của đấng cứu thế và tán thành quan điểm của các vị thánh theo phong trào Bhakti của Ấn Độ giáo như Namdev, rằng vô hình vĩnh hằng. thần ở trong trái tim con người, và con người là vị cứu tinh của chính mình.

## Từ nguyên và ý nghĩa
Danh từ tiếng Phạn (avatāra /ˈævətɑːr, ˌævəˈtɑːr/; tiếng Hindustan: [əʋˈtaːr])có nguồn gốc từ tiền tố tiếng Phạn ava- (xuống) và gốc tr (chuyển qua). These roots trace back, states Monier-Williams, to -taritum, -tarati, -rītum. Từ được viết tắt thành "away" trong tiếng Anh, có gốc từ PIE * au-  có nghĩa là "tắt, đi".